# Константин Рокосовски
Константин Константинович Рокосовски (рус. Константин Константинович Рокоссовский; Варшава или Великије Луки, 21. децембар 1896 — Москва, 3. август 1968) је био совјетски војсковођа у Другом светском рату.

## Порекло
Родно место Константина Рокосовског је и до данас непознато иако неки извори наводе или Варшаву или Великије Луки. Ако је теорија о рођењу у Русији тачна, онда су се његови родитељи преселили у Варшаву и зато је његово место рођења непознато. Међутим од података се зна да је његова породица пољског порекла и да је била плаве крви, али његов отац је радио као службеник на железници.

## Војна каријера[1]
Рокосовски се у Првом светском рату борио у царској војсци, али се у Руској револуцији 1917. борио на страни бољшевика. Комунистичкој партији придружио се 1917, а исте године је кренуо на Војну академију где се специјализовао за тенковско ратовање.

## Велика чистка, суђење, тортура и рехабилитација
Рокосовски је држао високе командне дужности до 1937, када је страдао у Стаљиновој Великој чистки и оптужен да је био пољски шпијун. Његова подршка новим методама маршала Тухачевског је можда прави разлог за његов сукоб са традиционалнијим официрима попут Семјона Буђонија, који су се и даље залагали за коњичку тактику, и чија неслагања са Тухачевским су започела Велику чистку у Црвеној армији, у којој су погубљени Тухачевски и многи други. Рокосовски је, међутим, преживео.
Постоје наводи да је избегао судбину бројних других официра који су страдали у чистки тако што је суду доказао да је официр за кога је оптужба тврдила да га је проказао убијен још 1920. током грађанског рата. Током мучења и испитивања је изгубио девет зуба, поломљена су му три ребра, прсти на ногама су му здробљени чекићем а сви нокти на рукама су му ишчупани клештима. По Александру Солжењицину, прошао је кроз два лажна стрељања током којих су људи око њега заиста били стрељани.
У свом чувеном „тајном говору“ 1956, Никита Хрушчов, је о теми чистки рекао, поменувши Рокосовског: „довољно је рећи да они од њих који су успели да преживе, упркос суровим тортурама којима су били подвргнути у затворима, су се од првих ратних дана показали као праве патриоте, и херојски се борили за славу отаџбине“.
Након суђења, Рокосовски је послат у Затвор Крести у Лењинграду, где је остао све док 22. марта 1940. није пуштен без икаквог објашњења.
Семјон Тимошенко, је именован за Народног комесара за одбрану Совјетског Савеза након дебакла у Зимском рату, и суочио се са очајничким недостатком искусних официра који би попунили командне дужности брзо растуће совјетске армије. Стога је вратио Рокосовског на командну дужност, поставивши га у команду 5. коњичког корпуса, у чину пуковника. Након тога, 5. коњички корпус је учествовао у окупацији Бесарабије, и Рокосовски је убрзо унапређен у чин генерал-мајора и дата му је команда над 9. механизованим корпусом под Кипроносом у Кијевској војној области, која је по избијању непријатељстава са Немачком преименована у Југозападни фронт.

### Други светски рат
Када је Немачка напала Совјетски Савез у јуну 1941, Рокосовски је служио као командир 9. механизованог корпуса и његова команда је учествовала у бици за Дубно—раном совјетском контранападу који је завршен уништењем већег дела совјетских снага које су учествовале од стране фон Рундштетове Групе армија Југ у Украјини. Како је контранапад напредовао, немачки отпор је постајао све чвршћи; Кипронос, командир Југозападног фронта је прво издао наређење да се офанзивне операције прекину, а затим се расправљао са начелником генералштаба, Жуковим, када је Жуков инсистирао да се контранапад настави. Као резултат овога, команда Рокосовског је добила низ међусобно супротстављених наређења, и по изјави генерал-потпуковника Д. И. Рјабишева, Рокосовски „није показао амбивалентност у вези са контраофанзивом“, и решио је спор одбивши директно наређење, изјавивши: „Још једном смо примили наређење да извршимо контранапад. Међутим, непријатељ нас је бројчано надјачао до те мере, да преузимам личну одговорност наређењем да се контраофанзива заустави и да се непријатељ сачека на припремљеним одбрамбеним положајима“.
Упркос овој непослушности, Тимошенко је довео Рокосовског у Смоленск у јулу, у покушају да се спречи пад града током битке за Смоленск. Дат му је незавидан задатак да закрпи остатке западног фронта генерала Д. Г. Павлова, који се распао под тежином напада Групе армија Центар Вермахта током битке за Бјалисток-Минск. Са ограниченим снагама које су бројале 90 тенкова, два стрељачка пука, четири артиљеријска пука, и елементе 38. стрељачке дивизије, Рокосовски је био заслужан за отупљивање напада снага фелдмаршала фон Бока - 7. оклопне, 17. оклопне и 20. моторизоване дивизије код Вјазме омогућивши бројним совјетским војницима да напусте окружење.
У септембру 1941, Стаљин је лично поставио Рокосовског за команданта 16. армије, која је била прва совјетска армија сачињена у потпуности од војника који су служили у штрафбатовима (совјетски казнени батаљони); Стаљин је наравно сматрао да је Рокосовски, бивши обешчашћени заточеник у гулагу који је једва преживео заточеништво, савршени кандидат да предводи бруталне казнене јединице, отишавши толико далеко да је „шаљиво“ прокоментарисао недостајуће нокте Рокосовског (ишчупане од стране НКВД мучитеља) на састанку на коме му је додељена команда. Армији којом је Рокосовски командовао је наређено да брани прилазе Москви, и он је сада био под директном командом генерала Жукова, свог некадашњег потчињеног. 16. армија (касније преименована у 11. гардијску армију) је играла кључну улогу у бици за Москву када је била постављена дуж главне осе немачког напредовања дуж ауто-пута Волоколамск, који је био централна тачка огорчених борби током немачке зимске офанзиве 1941 (Операција Тајфун), као и током руског контранапада 1941/42, који је уследио. 18. новембра, током очајничких последњих покушаја Вермахта да опколи Москву током 1941, генерал Рокосовски и његови војници су били под жестоким притиском Хепнерове 4. панцер групе. Рокосовски је тражио од свог директног надређеног, Жукова, одобрење за повлачење 16. армије на повољније позиције. Жуков је категорички одбио. Рокосовски је тада заобишао Жукова, и разговарао директно са маршалом Борисом Шапошниковим, који је сада био начелник генералштаба уместо Жукова; размотривши ситуацију, Шапошников је одмах наредио повлачење. Када је Жуков ово чуо, реаговао је одмах. Поништио је наређење свог надређеног и наредио Рокосовском да задржи положаје. Убрзо потом, снаге Рокосовског су потиснуте у страну, и 3. и 4. панцер група су заузеле стратешки важне положаје северно од Москве. Међутим, ово је означило крајњу тачку немачког напредовања према Москви. За време трајања операције Тајфун, 16. армија генерала Рокосовског је истрпела главне ударе током немачких покушаја да заузму Москву.
У марту 1942, Рокосовски је тешко повређен након експлозије гранате. Провео је два месеца у болници у Москви, а затим је премештен на Бријански фронт како би поново преузео команду над 16. армијом. Командовао је десним крилом совјетских снага док су се оне повлачиле пред Немцима ка Дону и Стаљинграду у лето 1942. Током битке за Стаљинград, Рокосовски је командовао Донским фронтом и водио је северно крило совјетског контранапада у коме је опкољена Паулусова 6. армија, и извојевана одлучујућа победа на Источном фронту.
1943, након што је постао командант Совјетског централног фронта, Рокосовски је успешно спровео дефанзивне операције у околини Курска, и затим водио контранапад на запад од Курска, у коме је сломљена последња немачка велика офанзива на Источном фронту, и совјетским армијама омогућено напредовање према Кијеву. Централни фронт је тада преименован у 1. белоруски фронт, којим је Рокосовски командовао током совјетског напредовања кроз Белоруску ССР и у Пољску.
У чувеном инциденту 1944. током планирања операције Багратион, Рокосовски се није сложио са Стаљином, који је у складу са совјетском ратном праксом захтевао једну тачку пробоја кроз немачке линије. Рокосовски се чврсто држао свог става о две тачке пробоја. Стаљин је наредио Рокосовском да „оде и поразмисли о томе“ три пута, али Рокосовски се сваки пут враћао и давао исти одговор: „Две тачке пробоја, друже Стаљине, две тачке.“. Након трећег пута Стаљин је заћутао, пришао Рокосовском, и ставио руку на његово раме. Уследио је напет тренутак док је цела соба чекала да Стаљин подере еполете са рамена Рокосовског; уместо тога, Стаљин је рекао „Твоја увереност говори о твојој чврстој процени“, и наредио да напад буде спроведен по плану који је изнео Рокосовски. Битка је добијена, и репутација Рокосовског је осигурана. Након што су здробиле немачку Групу армија центар у Белорусији, армије Рокосовског су избиле на источну обалу Висле супротно од Варшаве средином 1944. Због ових победа, Рокосовски је стекао чин Маршала Совјетског Савеза. Стаљин је једном рекао: „Немам Суворова, али Рокосовски је мој Багратион."
Док су се снаге Рокосовског налазиле на Висли, избио је Варшавски устанак (август - октобар, 1944), који је организовала Армија крајова по наређењима пољске владе у егзилу у Лондону. Рокосовски није наредио слање појачања устаницима. Совјетска помоћ је била ограничена на снабдевање из ваздуха. Постојале су бројне шпекулације о личним ставовима Рокосовског у вези са овом одлуком. Он сам је увек тврдио да би, како су његове линије комуникација биле превише растегнуте а немачки притисак на северно крило се гомилао, пребацивање снага у Варшаву било погубно.
У новембру 1944, Рокосовски је пребачен у 2. белоруски фронт, који је напредовао у Источну Пруску а онда преко северне пољске до ушћа Одре код Шчећина. Крајем априла се повезао са британским фелдмаршалом Бернардом Монтгомеријем у северној Немачкој, док су снаге Жукова и Коњева освајале Берлин. Постоје ставови да му није допуштено да он заузме Берлин зато што је био Пољак; ово је изнео Антони Бевор, аутор књиге Berlin: The Downfall 1945.
За заслуге током Другог светског рата, 30. марта 1945. године Рокосовски је одликован Орденом Победе.

## Политичка каријера
Рокосовски је 1949. постао пољски министар одбране и вицепремијер исте државе 1952. Рокосовски се одрекао обеју позиција 1956. након националистичких немира у Познању.
У новембру исте године Рокосовски је постао заменик министра одбране Совјетског Савеза. Године 1957. постао је командант Закавкаске војног округа, али је након само неколико месеци позван да буде заменик министра одбране Совјетског Савеза.
Рокосовски је преминуо у августу 1968. у 72. години живота, а сахрањен  је у Кремљу.